# Krumpa
Krumpa ist ein Ortsteil der Stadt Braunsbedra im Saalekreis in Sachsen-Anhalt.

## Geografie
Krumpa liegt zwischen Naumburg (Saale) und Halle (Saale) südlich des Geiseltalsees.

## Geschichte

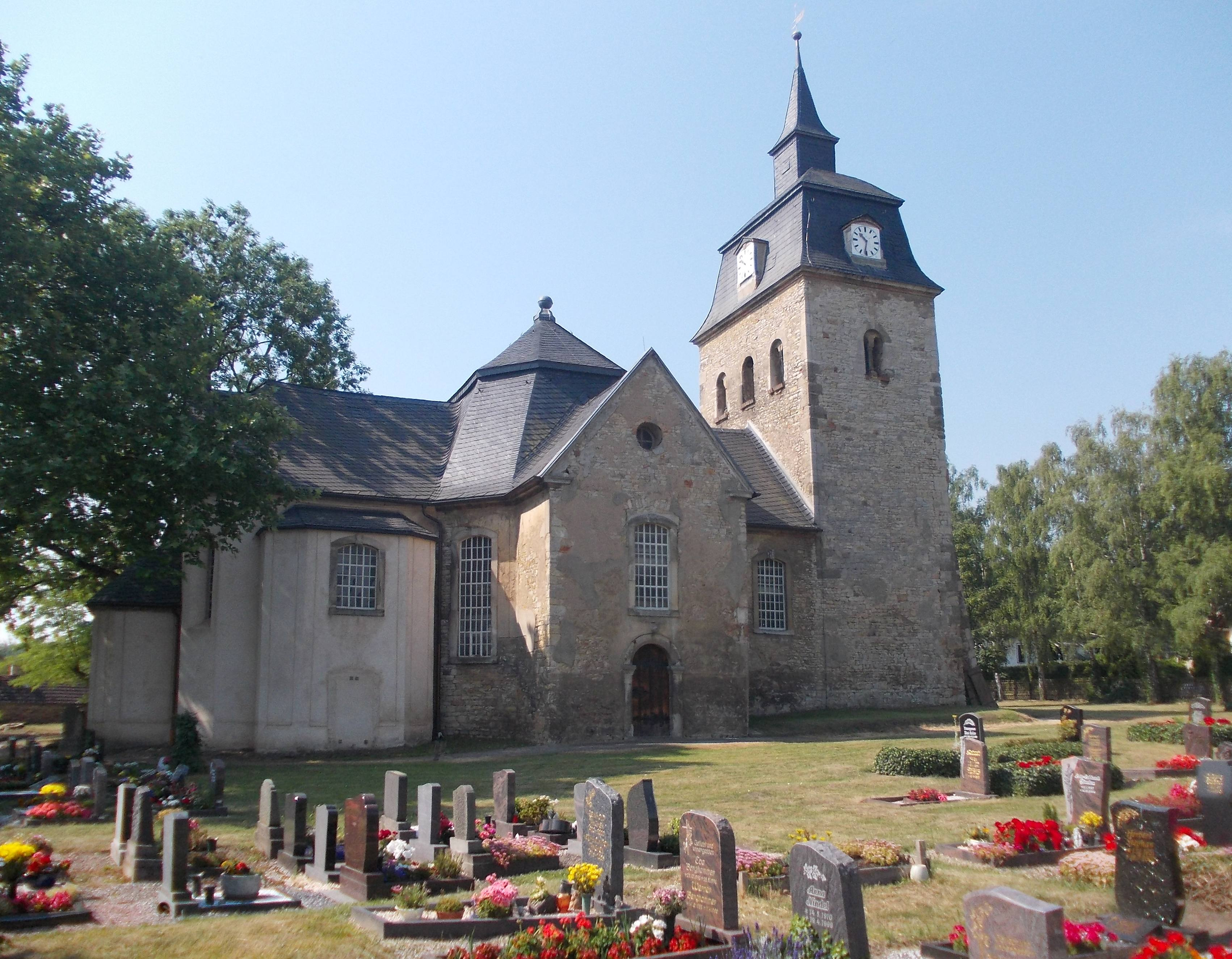
Dorfkirche Krumpa

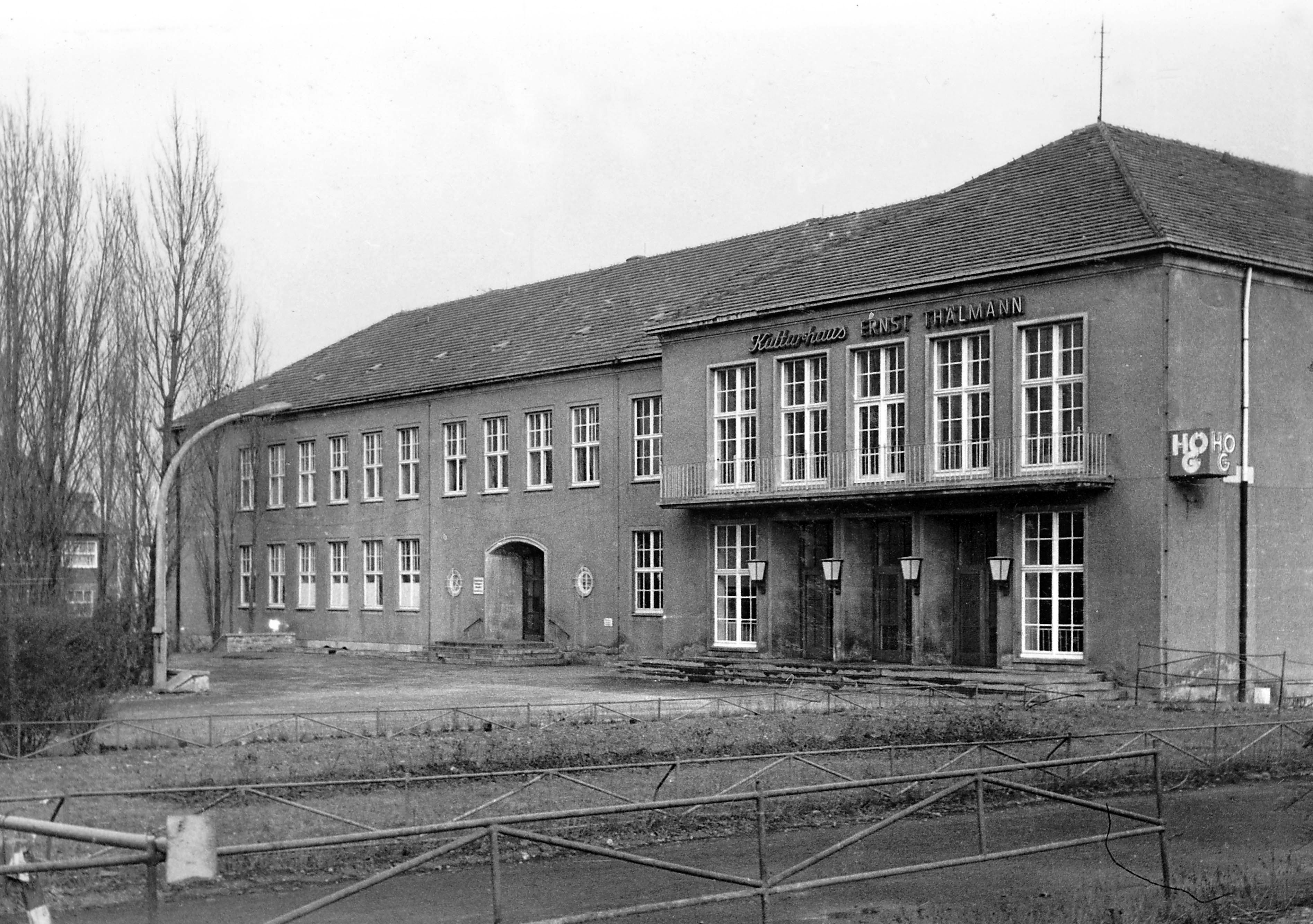
Kulturhaus Krumpa (1969)

In einem zwischen 881 und 899 entstandenen Verzeichnis der Zehnten des Klosters Hersfeld wird Krumpa als zehntpflichtiger Ort Crupa im Friesenfeld erstmals urkundlich erwähnt.
Bis 1815 war Krumpa ein Amtsdorf im sächsischen Amt Freyburg und gelangte dann an Preußen. 1589 lautete die Schreibweise auch Crumpa. Damals lebten 51 besessene Mann, darunter 11 Anspänner und 40 Hintersättler im Ort, dessen Flur 52 Hufen umfasste. Die Erbgerichte im Oberdorf besaß der Besitzer des dortigen Rittergutes, in der übrigen Ort und in Dorfflur jedoch das Amt Freyburg. Die Flur grenzte früher an Kämmeritz, Petzkendorf, Bedra, Schortau, Gröst, Branderoda, Mücheln (Geiseltal), Eptingen, Zöbigker  und Möckerling, von denen einige Orte durch den Braunkohleabbau im Geiseltal weichen mussten.
Als Besitzer des Ritterguts lassen sich mindestens von 1486 bis 1568 Vertreter der Familie von Rölitz nachweisen. 1589 bis 1728 saßen hier die in den Freiherrenstand erhobenen von Hacke und anschließend die von Burkersroda. Nach mehrfachen Besitzerwechseln gelangte das Rittergut 1822 an die Familie Herrfurth, die auch die beiden Rittergüter in Oberthau bei Ermlitz besaß. 1880 erwarb die Zuckerfabrik Körbisdorf AG das Rittergut Krumpa, wodurch es aufgelöst wurde.
Um das Jahr 1900 umfasste Krumpa 41 Haushalte, wovon 14 von Landwirten und 13 von Handwerkern geführt wurden. Im Ort existierte eine Dorfschule mit einem Lehrer, eine Gastwirtschaft, eine Mühle und eine Schmiede. 1927 hatte Krumpa 750 Einwohner.

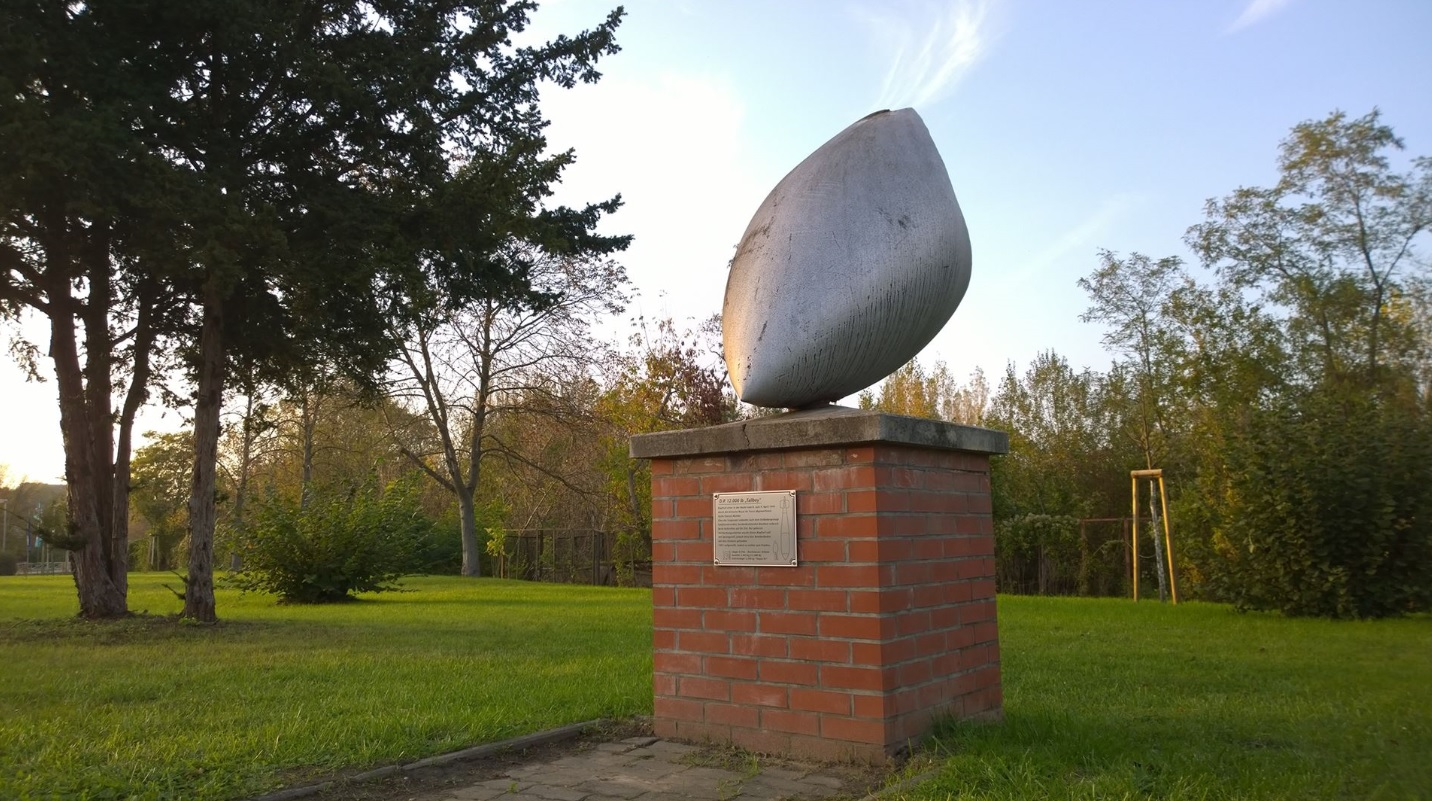
Mahnmal Tallboy: Original-Kopfstück einer englischen 6t bunkerbrechenden und nach dem Erdbebenprinzip wirkenden Bombe

Am 1. April 1938 wurden Kämmeritz und Lützkendorf Ortsteile von Krumpa. Krumpa, wie andere benachbarte Orte, war durch die schweren alliierten Luftangriffe auf das Mineralölwerk Lützkendorf 1944 und 1945 stark mit betroffen.
Im Zuge des Braunkohlenabbaus im Geiseltal wurden Lützkendorf und ein Teil von Krumpa im Jahr 1961 umgesiedelt und 1963 abgebaggert (devastiert), Kämmeritz folgte ab 1966. Zur Kirche gehörten als Filialen die ebenfalls abgebaggerten Orte Lützkendorf und Petzkendorf.
Am 27. August 2006 stimmten 911 Wahlberechtigte über eine mögliche Eingemeindung der Gemeinde Krumpa in die Stadt Braunsbedra ab. Die Frage: „Stimmen Sie der Eingemeindung der Gemeinde Krumpa in die Stadt Braunsbedra zum 1. Januar 2007 zu?“,
beantworteten 399 mit Ja, 151 mit Nein und eine Stimme war ungültig.
Die Gemeinde Krumpa verlor am 1. Januar 2007 durch Eingemeindung in die Stadt Braunsbedra ihre politische Selbstständigkeit.

## Verkehr
Die Bahnstrecke Merseburg–Querfurt verläuft entlang des südlichen Ortsrandes. DB Regio Südost bedient mit der Linie S 11 Halle–Merseburg–Querfurt stündlich einen Haltepunkt am südöstlichen Ortsausgang.
Südlich der Gemeinde verläuft die Bundesstraße 176 von Sömmerda nach Weißenfels. Der Ort selbst liegt an der Landstraße 178.

## Sport
Überregionale Bedeutung erlangte die in Krumpa beheimatete Schach-Mannschaft unter dem Namen Chemie Lützkendorf, die in der DDR zeitweise in der höchsten und zweithöchsten Liga spielte. Größter Erfolg war jeweils Platz 4 in den Jahren 1974 und 1976.

## Persönlichkeiten
- Johann August Nebe (1775–1854), evangelischer Theologe, Pädagoge und Generalsuperintendent, Pastor von Krumpa
- Moritz Kloss (1818–1881), Pädagoge und Förderer des Turnsports
- Jürgen Dube (1940–2025), Politiker, Landrat des Landkreises Naumburg
- Olaf Keller (1945–2019), Fußballtorwart und -trainer